# Alejandro García
Luis Alejandro "Gallo" García Barrera (ur. 26 lutego 1961 w Monterrey) – meksykański piłkarz występujący na pozycji bramkarza.

## Kariera klubowa
García jest wychowankiem zespołu Deportivo Neza z siedzibą w mieście Nezahualcóyotl, w którego barwach zadebiutował w meksykańskiej Primera División w sezonie México '86. Do końca swojego pobytu w tym zespole był podstawowym golkiperem Nezy i prezentował wysoką formę, co zaowocowało transferem do ówczesnego mistrza Meksyku – stołecznej drużyny Club América. Z tą ekipą odnosił największe sukcesy w karierze, takie jak mistrzostwo kraju w sezonie 1988/1989, wicemistrzostwo w rozgrywkach 1990/1991, zwycięstwo w Pucharze Mistrzów CONCACAF w latach 1990 i 1992, triumf w Copa Interamericana w 1990 roku, finał Copa México w 1991 roku oraz zdobycie Campeón de Campeones w 1989. Barwy Amériki reprezentował łącznie przez ponad sześć sezonów, jednak przez niemal cały ten czas pozostawał rezerwowym dla Adriána Cháveza. Pierwszym bramkarzem klubu był tylko w rozgrywkach 1992/1993.
Wiosną 1995 García odszedł do drugoligowego CD Irapuato, gdzie spędził pół roku, po czym powrócił do pierwszej ligi, podpisując umowę z Puebla FC. Początkowo pozostawał drugim golkiperem, jednak z biegiem czasu wywalczył sobie miejsce w wyjściowej jedenastce Puebli i profesjonalną karierę zakończył w wieku 37 lat.

## Kariera reprezentacyjna
W seniorskiej reprezentacji Meksyku García zadebiutował 10 lutego 1993 w wygranym 2:0 meczu towarzyskim z Rumunią. Kilka miesięcy później został powołany przez selekcjonera Miguela Mejíę Baróna na turniej Copa América, gdzie debiutujący w tych rozgrywkach Meksykanie doszli aż do finału. García nie rozegrał jednak ani jednego spotkania, będąc jedynie alternatywą dla Jorge Camposa. W tym samym roku znalazł się w składzie na Złoty Puchar CONCACAF, na którym wystąpił w trzech meczach i zwyciężył ze swoją kadrą na tej imprezie. Swój bilans reprezentacyjny zamknął na pięciu spotkaniach, w których przepuścił dwa gole.